# Élections législatives françaises de 1795
Les élections législatives françaises de 1795 ont lieu du 20 au 29 vendémiaire an IV (12 au 21 octobre 1795) afin d'élire les premiers représentants législatifs selon les principes établis par la Constitution de l'an III qui inaugure le régime du Directoire. Le mode de scrutin employé est alors le suffrage censitaire à deux degrés. Il s'agit d'élire l'ensemble du corps législatif devant ensuite composer le Conseil des Cinq-Cents et le Conseil des Anciens, selon une procédure permettant que les 2/3 des sièges reviennent à d'anciens conventionnels, en vertu du décret des deux tiers pris auparavant pour éviter un retour en force des royalistes.
Les résultats en termes de partis, comme pour toutes les élections de l'époque, ne peuvent être déterminés avec précision tant les affiliations politiques sont alors susceptibles d'évoluer au cours du temps. Les deux tiers de conventionnels élus sont principalement des républicains de tendance thermidorienne, tandis que le tiers nouvellement élu est composé d'une grande majorité de royalistes. Cette poussée est perçue comme une menace pour le régime par les républicains.

## Contexte et déroulement

### Un changement de régime troublé

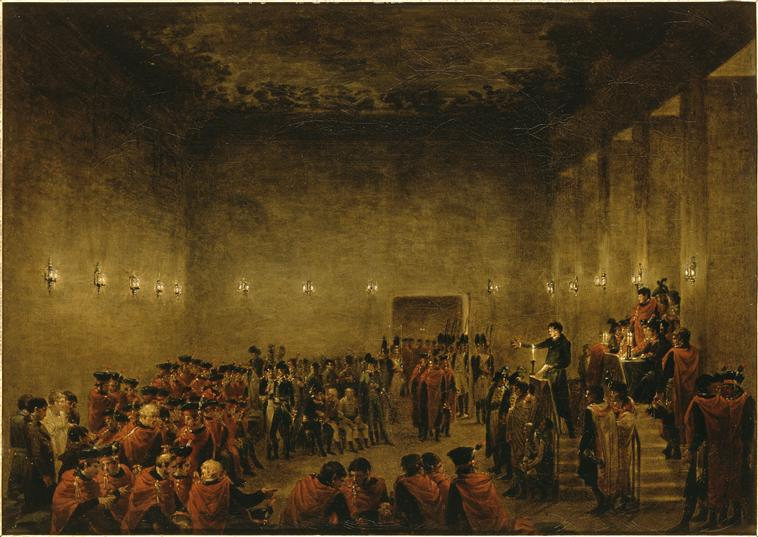
L'élection de 1795 a pour but de former les deux nouvelles assemblées législatives du Directoire, notamment le Conseil des Cinq-Cents.

C'est durant l'été 1795 que la Convention thermidorienne, réfléchissant à un nouveau régime qui serait une voie moyenne entre la « démagogie » jacobine et le royalisme afin d'éviter tout nouvel excès comme la Terreur de Robespierre, établit la Constitution de l'an III, créant de fait le régime du Directoire. La nouvelle constitution est adoptée par les Français le 23 septembre 1795. Elle établit un pouvoir exécutif composé de cinq directeurs, tandis que le corps législatif se divise en deux chambres ; une chambre haute (le Conseil des Anciens) et une chambre basse (le Conseil des Cinq-Cents) soit un système qui s'inspire fortement du modèle anglais. Les deux chambres sont élues au suffrage censitaire, le corps électoral étant réduit à 30 000 membres.
À l'approche des élections, les monarchiens espèrent profiter des élections pour introduire les leurs au sein du Directoire, pour aboutir à terme au retour de la royauté. Craignant cette issue, les Thermidoriens font adopter le décret des deux tiers qui dispose que chaque corps législatif devra comporter deux tiers de membres de l'ancienne Convention nationale. Il s'ensuit l'insurrection royaliste du 13 vendémiaire an IV réprimée dans le sang. Le principe des deux tiers est cependant approuvé, laissant place à la tenue des élections.

### Une élection sous le sceau de la protestation
L'élection a lieu du 20 au 29 vendémiaire an IV (12 au 21 octobre). La participation est assez faible : les électeurs rechignent à se déplacer jusqu'au chef-lieu de canton pour des procédures assez laborieuses et complexes, entre les listes de conventionnels, celle du tiers de nouveaux représentants, le choix des suppléants... Le but de ces élections est d'élire des « électeurs du second degré », puisés parmi les citoyens de plus de 25 ans assez fortunés, qui formeront les assemblées électorales élisant les députés. Plus encore que les questions de cens, c'est la durée des assemblées qui éloigne la plupart des électeurs de premier degré. Ces assemblées sont en effet accessibles à une grande partie de la population, notamment paysanne (on dénombre environ 6 millions d'électeurs potentiels sur les 7,5 Français de plus de 21 ans), mais durent plusieurs jours durant lesquels l'électeur doit renoncer à son travail, et donc son salaire. Ces assemblées sont donc, principalement, l'affaire des notables. Ceux-ci penchent vers le conservatisme, et la tendance est au républicanisme modéré.
Les grands électeurs sont, pour leur part, en nombre assez réduit (30 000 dans le pays), et les élections sont souvent troublées. Ainsi, à Toulouse, des Jacobins interdisent l'accès à l'assemblée à ceux qui sont connus comme royalistes. Quand elles ne sont pas troublées, les assemblées peinent à réunir les électeurs : les plus fréquentées réunissent souvent à peine la moitié des inscrits. L'élection se déroule selon les lois des 5 et 13 fructidor an III (22 et 30 août 1795). Chaque assemblée électorale départementale est chargée de désigner, successivement et séparément, les parlementaires membres de la Convention et ceux choisis librement. Les deux premiers tours de scrutin se font par liste simple à la pluralité absolue ; en cas de troisième tour, on admet la pluralité relative.
La protestation à l'encontre du décret des deux tiers est vive jusque dans les votes. 394 conventionnels seulement sont élus (auxquels s'ajoutent 19 députés de Corse et des colonies dont les mandats ont été prorogés mais qui ne sont pas pris en compte dans un premier temps) ce qui force  à 105 « repêchages » : les conventionnels réélus se réunissent en « Assemblée électorale de France » pour élire leurs collègues manquants.

## Résultats
|       |               |        |       |        |     |
| Parti | Parti         | Voix   | %     | Sièges | +/- |
|       | Thermidoriens | 12 600 | 42,00 | 63     | Nv. |
|       | Clichyens     | 10 800 | 36,00 | 54     | Nv. |
|       | Royalistes    | 6 600  | 22,00 | 33     | Nv. |
|       |               |        |       |        |     |
| Total | Total         | 30 000 | 100   | 150    | 609 |

## Analyse
Les résultats de l'élection donnent un ensemble de tendances très diverses. Ils sont par ailleurs assez confus pour les contemporains, les opérations étant complexes et leur conclusion nécessitant un certain temps avant de parvenir à la capitale. Il est donc, même à l'époque, difficile d'établir des chiffres précis. Les conventionnels sont nettement perdants, étant principalement sauvés par le décret des deux tiers. Les Montagnards ne sont que 64. À l'inverse, la poussée royaliste est forte, avec 88 députés contre-révolutionnaires et 73 modérés prêts au compromis. On compte donc environ 160 députés royalistes, entre libéraux et tendances plus fortes. Plusieurs de leurs chefs sont élus à de multiples reprises, renforçant leur victoire. Du côté des conventionnels, 139 sont des républicains modérés, 242 des Thermidoriens. S'ajoutent environ 200 indécis du « Marais ». On compte parmi les députés 158 régicides, bien que certains aient changé de tendance politique depuis 1793, et 37 autres ont voté la mort puis le sursis de Louis XVI. Au-delà de ces tendances générales, il est cependant impossible de définir de façon précise la constitution de l'assemblée. Les personnalités sorties des urnes se distinguent par une grande homogénéité : les hommes qui accèdent au pouvoir ont généralement déjà fait les preuves de leurs capacités, mais les personnalités peinent à s'en dégager, et les assemblées ne comptent pas d'orateurs brillants. 
Le fait que le tiers de non-conventionnels provienne en grande partie de la droite se révèle particulièrement inquiétant pour les républicains. Certains bastions républicains ont voté pour les royalistes, signes de la Terreur blanche qui règne alors. Ceci explique que Paul Barras, fort de son rôle dans la défense de la Convention face aux insurgés de vendémiaire, tente de rassembler une majorité entre les Thermidoriens et tous ceux susceptibles de s'opposer au péril royaliste, qui lui semble le plus à craindre.
Au total, 741 députés sont appelés à siéger. 243, tirés au sort parmi les députés respectant plusieurs critères stricts, le principal étant d'avoir plus de 40 ans, sont appelés à former le Conseil des Anciens. Les autres rejoignent le Conseil des Cinq-Cents. Les deux assemblées sont désormais destinées à être renouvelées par tiers chaque année et ont pour tâche immédiate de désigner les cinq Directeurs qui détiendront le pouvoir exécutif. Rapidement, des groupes de députés se forment à l'extérieur des assemblées selon les idées défendues ; les partisans du Directoire se réunissent ainsi à l'hôtel de Noailles, tandis que la droite se réunit rue de Clichy, ses membres gagnant le surnom de clichyens.